# Microgomphus schoutedeni
Microgomphus schoutedeni é uma espécie de libelinha da família Gomphidae.
Pode ser encontrada nos seguintes países: República Democrática do Congo, Quénia e Uganda.
Os seus habitats naturais são: florestas subtropicais ou tropicais húmidas de baixa altitude e rios.